# Córka mojego kumpla
Córka mojego kumpla (ang. The Oranges) – amerykański komediodramat z 2011 roku w reżyserii Juliana Farino. Wyprodukowany przez ATO Pictures.
Premiera filmu miała miejsce 10 września 2011 roku podczas 36. Międzynarodowego Festiwalu Filmowego w Toronto.

## Opis fabuły
Rodziny Wallingów i Ostoffów są od lat sąsiadami i przyjaciółmi. Ich harmonijną koegzystencję zakłóca pojawienie się córki Ostroffów, Niny (Leighton Meester). Dziewczyna wdaje się w romans z dużo starszym Davidem Wallingiem (Hugh Laurie), co psuje relację między familiami.

## Obsada

### Wallingowie
- Hugh Laurie jako David (ojciec)
- Catherine Keener jako Paige (matka)
- Adam Brody jako Toby (syn)
- Alia Shawkat jako Vanessa (córka)

### Ostroffowie
- Oliver Platt jako Terry (ojciec)
- Allison Janney jako Cathy (matka)
- Leighton Meester jako Nina (córka)

### Pozostali
- Sam Rosen jako Ethan
- Tim Guinee jako Roger
- Cassidy Gard jako Samantha
- Heidi Kristoffer jako Meredith
- Jennifer Bronstein jako Amy